# Савкін Олександр Семенович
Олександр Семенович Савкін (21 березня 1941, село Красноармієць, тепер Арсеньєвського району Тульської області, Російська Федерація) — радянський діяч, 2-й секретар Калінінградського обласного комітету КПРС. Член Центральної контрольної комісії КПРС у 1990—1991 роках. Кандидат філософських наук, доцент.

## Життєпис
З 1957 року працював електрослюсарем на підприємствах Ростовської області та Краснодарського краю.
У 1960 році закінчив гірничопромислове училище № 2 міста Шахти Ростовської області.
З 1961 по 1964 рік служив у Радянській армії.
У 1964—1969 роках — студент Ленінградського державного університету.
У 1969—1971 роках — асистент кафедри Калінінградського технічного інституту рибної промисловості та господарства.
Член КПРС з 1971 року.
У 1971—1974 роках — аспірант Московського державного університету імені Ломоносова.
У 1974—1979 роках — асистент, старший викладач, в.о. доцента, в 1974—1990 роках — доцент кафедри філософії Калінінградського технічного інституту рибної промисловості та господарства.
У 1990 — серпні 1991 року — 2-й секретар Калінінградського обласного комітету КПРС.
Подальша доля невідома.